# Bạc Liêu
Bạc Liêu est une ville du Viêt Nam et le chef-lieu de la province de Bạc Liêu.